# K-223 Podolsk
Le K-223 puis K-223 Podolsk (en russe : К-223 « Подольск ») est un sous-marin nucléaire lanceur d'engins du projet 667BDR « Kalmar » (code OTAN : classe Delta III) en service dans la Marine soviétique puis dans la Marine russe. Il est actuellement affecté à la 25e division de sous-marins de la Flotte du Pacifique.

## Service
Le bâtiment est inscrit sur les listes de la marine soviétique le 16 mars 1976 en tant que K-223. Sa quille est posée au chantier naval Sevmash de Severodvinsk le 19 février 1977, sous le numéro de coque 395. Il est affecté à la 339e brigade autonome des sous-marins en construction ou en réparation de la Flotte du Nord de la Marine soviétique. Le 25 juillet 1977, il est reclassé « croiseur sous-marin lance-missiles stratégique » (RPKSN).
Le lancement du K-223 a lieu le 30 avril 1979 et il entre en service la 27 novembre de la même année. Le pavillon de la Marine soviétique est hissé à bord pour la première fois le 23 janvier 1980 et il rejoint la 13e division de sous-marins de la 3e flottille de sous-marins de la Flotte du Nord, basé dans la baie d'Olenya.

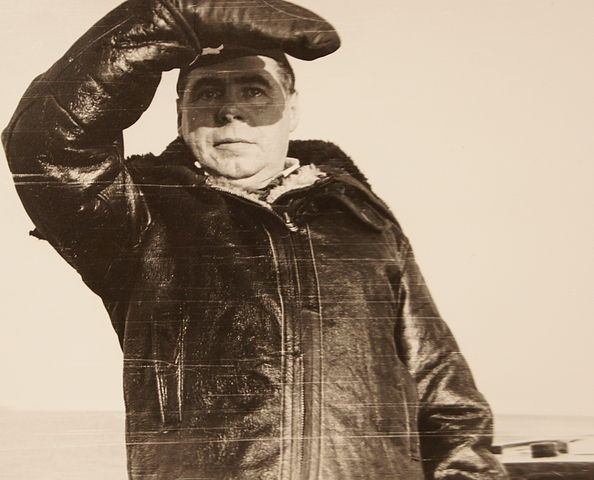
Le vice-amiral Matouchkine

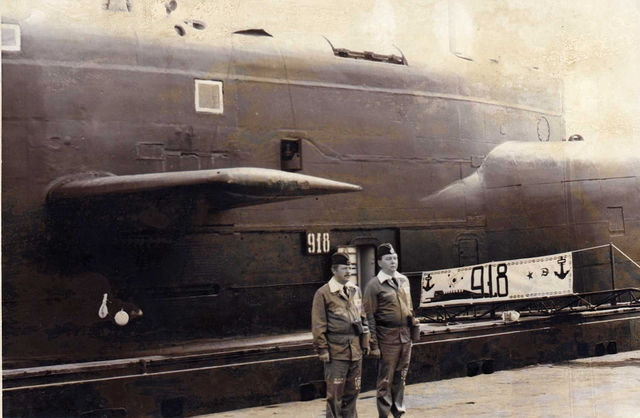
Le commandant du sous-marin en 1988, le capitaine Jourenko, et le capitaine de 2e rang Abramov.

En novembre 1980, le K-223 transite de la flotte du Nord à la flotte du Pacifique par le nord, sous la banquise et les glaces de l'océan Arctique. Il quitte la baie d'Olenya pour rejoindre la baie de Kracheninnikov sous le commandant du capitaine de 1er rang Dimitri Novikov, avec à son bord le vice-amiral Lev Matouchkine (ru). Il est accompagné à cette occasion par le K-43. Pour cet transfert réussi, le vice-amiral Matouchkine et le capitaine Novikov reçoivent le titre Héros de l'Union soviétique. Le 6 novembre ou le 11 décembre 1980, il est affecté à la flotte du Pacifique, dans la 25e division de sous-marins de la 2e flottille de sous-marins, basée à Rybachi.
Du 8 décembre 1987 (ou 1989) au 28 avril 1992, il est en IPER au chantier naval SRZ Zvezda. Le 3 juin 1992, il est reclassé croiseur nucléaire sous-marin stratégique (APKSN).
En 1996, il effectue un tir groupé de missiles sur une cible terrestre, en compagnie des K-211 Petropavlovsk-Kamtchatski et K-530. Il lance deux missiles balistiques R-29R depuis la mer d'Okhotsk vers le polygone de la péninsule de Kanine.
Il est à nouveau placé en IPER (ou en réserve) en 1998 ou 1999. Le 18 juillet 1998 il reçoit le parrainage des autorités de la ville de Podolsk et il est renommé K-223 Podolsk
Le 2 septembre 2003, il procède à un tir réussi d'un missile R-29R. En juin 2004, il est affecté à la 16e escadre opérationnelle de sous-marins nucléaire, basée à Rybachi. Le 15 décembre, une explosion d'une collecteur de vapeur, alors que le sous-marin se trouvait à quai à Vilioutchinsk, provoque la mort d'un marin. 
Il est placé en réparation en 2009. Il rejoint sa base le 27 décembre 2011. 
Le 8 mai 2014, dans le cadre d'un exercice de la triade nucléaire russe, il déjoue les navires anti sous-marins chargés de sa détection et tire — en plongée — un missile balistique depuis la mer d'Okhotsk vers le polygone de Chija. Le 15 mai, il rentre à quai à Vilioutchinsk après une patrouille opérationnelle. 
Le 13 septembre 2014, il appareille pour participer à l'exercice Vostok-2014. Il fait actuellement partie de la 25e division de sous-marins, basée dans la baie de Kracheninnikov.

## Commandants
- capitaine 1er rang D.N. Novikov
- capitaine 1er rang A.I. Hraptovitch
- capitaine 1er rang G. Jourenko
- capitaine 1er rang G.N. Grechkine
- capitaine 1er rang I.I. Chmatov
- capitaine 1er rang A.O. Khaïdoukov
- capitaine 1er rang A.A. Nechcheret